# 庄公惠
庄公惠（1937年2月18日—2015年2月2日），男，江苏南京人，中华人民共和国政治人物。

## 生平
1937年2月18日出生于南京市。幼时在上海市振粹小学、静安小学、市西中学求学。1953年9月，考入天津大学化工系无机物工学专业，后留校任职，担任学校副教务长、教授、教务长。1992年6月，任天津大学副校长。1993年6月，当选选天津市副市长，先后兼任市教卫委主任、市教委主任、市学位委员会主任等职。1998年5月，当选天津市第十三届人大常委会副主任。2015年2月2日23时55分逝世。